# Коагулант
Коагулантите са вещества, които нарушават дисперсната стабилност на белтъците, като така предизвикват преминаването им от състояние на зол в състояние на гел (т.е. тяхната коагулация).
Основните групи коагуланти са:
- осмотични – нарушават осмотичното равновесие между белтъците и заобикалящата ги среда;
- електролитни – нарушават електролитното равновесие между белтъците и заобикалящата ги среда.